# Cleora separata
Cleora separata är en fjärilsart som beskrevs av Smith 1954. Cleora separata ingår i släktet Cleora och familjen mätare. Inga underarter finns listade i Catalogue of Life.